# Palù
Palù é uma comuna italiana da região do Vêneto, província de Verona, com cerca de 1.119 habitantes. Estende-se por uma área de 13,47 km², tendo uma densidade populacional de 86 hab/km². Faz fronteira com Oppeano, Ronco all'Adige, Zevio.

## Demografia
| Variação demográfica do município entre 1861 e 2011                               |
|                                                                                   |
| Fonte: Istituto Nazionale di Statistica (ISTAT) - Elaboração gráfica da Wikipedia |